# Ющенко, Александр Андреевич
Алекса́ндр Андре́евич Ю́щенко (род. 19 ноября 1969, Мозырь, Гомельская область, БССР, СССР) — российский государственный и политический деятель. Депутат Государственной думы Федерального собрания Российской Федерации VI, VII и VIII созывов, член фракции КПРФ, заместитель председателя комитета по информационной политике, информационным технологиям и связи.
Из-за поддержки российско-украинской войны — под санкциями 27 стран ЕС, Великобритании, США, Канады, Швейцарии, Австралии, Японии, Украины, Новой Зеландии.

## Биография
Окончил Военно-космическую академию имени Можайского, Российскую академию государственной службы по специальности «политология» (2003 год), МГИМО (2016 год).
Работал на Ленинградском телевидении с Александром Невзоровым. С 1995 года помощник председателя ЦК КПРФ Геннадия Зюганова, с 2007 года — пресс-секретарь председателя ЦК КПРФ, фракции КПРФ в Государственной думе и ЦК КПРФ.
В 2007—2011 годах депутат Народного хурала Бурятии от КПРФ, был членом комитета по бюджету и лидером фракции.

## Законотворческая деятельность
С 2011 года по 2019 год, в течение исполнения полномочий депутата Государственной Думы VI и VII созывов, выступил соавтором 66 законодательных инициатив и поправок к проектам федеральных законов. Один из соавторов Закона о предустановке российского ПО на импортные телефоны, планшеты, компьютеры, телевизоры с функцией Smart Tv.

## Международные санкции
Из-за поддержки российской агрессии и нарушения территориальной целостности Украины во время российско-украинской войны находится под персональными международными санкциями разных стран. С 23 февраля 2022 года находится под санкциями всех стран Европейского союза. С 11 марта 2022 года находится под санкциями Великобритании. С 24 марта 2022 года находится под санкциями Соединенных Штатов Америки. С 24 февраля 2022 года находится под санкциями Канады. С 25 февраля 2022 года находится под санкциями Швейцарии. С 26 февраля 2022 года находится под санкциями Австралии. С 12 апреля 2022 года находится под санкциями Японии. Указом президента Украины Владимира Зеленского от 7 сентября 2022 находится под санкциями Украины. С 3 мая 2022 года находится под санкциями Новой Зеландии.

## Личная жизнь
Женат, имеет троих детей.

## Награды
- Благодарность Правительства Российской Федерации (16 декабря 2019 года) — за большой вклад в развитие российского парламентаризма и активную законотворческую деятельность[7]